# 100 m stylem motylkowym
100 m stylem motylkowym – konkurencja należąca do krótszych dystansów w tym stylu. Jest rozgrywana na igrzyskach olimpijskich.

## Mistrzostwa Polski
Obecny mistrz Polski:
- Jakub Majerski (2021)[1]

Obecna mistrzyni Polski:
- Paulina Peda (2021)[2]

## Mistrzostwa świata(basen 50 m)
Obecny mistrz świata:
- Kristóf Milák (2022)

Obecna mistrzyni świata:
- Torri Huske (2022)

## Mistrzostwa świata(basen 25 m)
Obecny mistrz świata:
- Chad le Clos (2018)

Obecna mistrzyni świata:
- Margaret MacNeil (2022)

## Mistrzostwa Europy
Obecny mistrz Europy:
- Kristóf Milák (2021)

Obecne mistrzynie Europy:
- Anna Ntountounaki /  Marie Wattel (2021)

## Letnie igrzyska olimpijskie
Obecny mistrz olimpijski:
- Caeleb Dressel (2021)

Obecna mistrzyni olimpijska:
- Margaret MacNeil (2021)

## Rekordy świata, Europy i Polski (basen 50 m)
|           | Imię i nazwisko    | Czas    | Miejsce ustanowienia      | Data             |         |         |
| Kobiety   | Kobiety            | Kobiety | Kobiety                   | Kobiety          | Kobiety | Kobiety |
| --------- | ------------------ | ------- | ------------------------- | ---------------- | ------- | ------- |
| WR        | Sarah Sjöström     | 55,48   | Rio de Janeiro (Brazylia) | 7 sierpnia 2016  |         |         |
| ER        | Sarah Sjöström     | 55,48   | Rio de Janeiro (Brazylia) | 7 sierpnia 2016  |         |         |
| RP        | Otylia Jędrzejczak | 57,84   | Ateny (Grecja)            | 14 sierpnia 2004 |         |         |
| Mężczyźni |                    |         |                           |                  |         |         |
| WR        | Caeleb Dressel     | 49,45   | Tokio (Japonia)           | 31 lipca 2021    |         |         |
| ER        | Kristóf Milák      | 49,68   | Tokio (Japonia)           | 31 lipca 2021    |         |         |
| RP        | Jakub Majerski     | 50,92   | Tokio (Japonia)           | 31 lipca 2021    |         |         |

## Rekordy świata, Europy i Polski (basen 25 m)
|           | Imię i nazwisko | Czas    | Miejsce ustanowienia | Data              |         |         |
| Kobiety   | Kobiety         | Kobiety | Kobiety              | Kobiety           | Kobiety | Kobiety |
| --------- | --------------- | ------- | -------------------- | ----------------- | ------- | ------- |
| WR        | Sarah Sjöström  | 54,61   | Doha (Katar)         | 7 grudnia 2014    |         |         |
| ER        | Sarah Sjöström  | 54,61   | Doha (Katar)         | 7 grudnia 2014    |         |         |
| RP        | Alicja Tchórz   | 57,00   | Neapol (Włochy)      | 29 września 2021  |         |         |
| Mężczyźni |                 |         |                      |                   |         |         |
| WR        | Chad le Clos    | 48,08   | Windsor (Kanada)     | 8 grudnia 2016    |         |         |
| ER        | Noè Ponti       | 48,47   | Otopeni (Rumunia)    | 6 grudnia 2023    |         |         |
| RP        | Marcin Cieślak  | 49,18   | Budapeszt (Węgry)    | 21 listopada 2020 |         |         |